# Campionati svedesi di sci alpino 2020
I Campionati svedesi di sci alpino 2020 avrebbero dovuto tenersi a Åre, Sälen e Storklinten tra l'8 febbraio e il 31 marzo. Il programma includeva gare di discesa libera, supergigante, slalom gigante, slalom speciale, combinata e slalom parallelo, tutte sia maschili sia femminili, ma sono state disputate soltanto le due discese libere: le altre competizioni sono state annullate a causa alla pandemia di COVID-19.
Trattandosi di competizioni valide anche ai fini del punteggio FIS, vi hanno partecipato anche sciatori di altre federazioni, senza che questo consentisse loro di concorrere al titolo nazionale svedese. 

## Risultati

### Uomini

#### Discesa libera
| Pos. | Atleta                   | Nazione  | Tempo   |
| ---- | ------------------------ | -------- | ------- |
| 1    | Zack Monsén              | Svezia   | 1:48,69 |
| 2    | Markus Nordgård Fossland | Norvegia | 1:48,91 |
| 3    | Filip Steinwall          | Svezia   | 1:49,06 |
| 4    | Jonas Buer               | Norvegia | 1:49,98 |
| 5    | Malte Lindberg           | Svezia   | 1:50,03 |
| 6    | Odin Hjartarson          | Svezia   | 1:50,15 |
| 7    | Viktor Andersson         | Svezia   | 1:50,62 |
| 8    | Olle Hahlin              | Svezia   | 1:50,84 |
| 9    | Olle Ström               | Svezia   | 1:51,26 |
| 10   | Magnus Sande Graff       | Norvegia | 1:51,33 |

Data: 8 febbraio

Località: Åre

1ª manche:

Ore: 12.30 (UTC+1)

Pista: 

Partenza: 812 m s.l.m.

Arrivo: 396 m s.l.m.

Lunghezza: 1 308 m

Dislivello: 416 m

Tracciatore: Peter Lind

2ª manche:

Ore: 14.30 (UTC+1)

Pista: 

Partenza: 812 m s.l.m.

Arrivo: 396 m s.l.m.

Lunghezza: 1 308 m

Dislivello: 416 m

Tracciatore: Peter Lind

#### Supergigante
La gara, originariamente in programma il 9 febbraio a Åre, è stata annullata.

#### Slalom gigante
La gara, originariamente in programma il 31 marzo a Sälen, è stata annullata.

#### Slalom speciale
La gara, originariamente in programma il 25 marzo a Storklinten, è stata annullata.

#### Combinata
La gara, originariamente in programma l'8 febbraio a Åre, è stata annullata.

#### Slalom parallelo
La gara, originariamente in programma il 26 marzo a Storklinten, è stata annullata.

### Donne

#### Discesa libera
| Pos. | Atleta            | Nazione | Tempo   |
| ---- | ----------------- | ------- | ------- |
| 1    | Johanna Boiardt   | Svezia  | 1:54,67 |
| 2    | Karolin Edfalk    | Svezia  | 1:54,77 |
| 3    | Fanny Axelsson    | Svezia  | 1:54,92 |
| 4    | Nadja Gunnarstedt | Svezia  | 1:55,90 |
| 5    | Liv Ceder         | Svezia  | 1:55,91 |
| 6    | Alva Wallin       | Svezia  | 1:57,67 |
| 7    | Olivia Sellstedt  | Svezia  | 1:58,17 |
| 8    | Tyra Löthman      | Svezia  | 1:58,38 |
| 9    | Ebba Lindström    | Svezia  | 1:58,58 |
| 9    | Maja Malmgren     | Svezia  | 1:58,58 |

Data: 8 febbraio

Località: Åre

1ª manche:

Ore: 12.00 (UTC+1)

Pista: 

Partenza: 812 m s.l.m.

Arrivo: 396 m s.l.m.

Lunghezza: 1 308 m

Dislivello: 416 m

Tracciatore: Peter Lind

2ª manche:

Ore: 14.00 (UTC+1)

Pista: 

Partenza: 812 m s.l.m.

Arrivo: 396 m s.l.m.

Lunghezza: 1 308 m

Dislivello: 416 m

Tracciatore: Peter Lind

#### Supergigante
La gara, originariamente in programma il 9 febbraio a Åre, è stata annullata.

#### Slalom gigante
La gara, originariamente in programma il 31 marzo a Sälen, è stata annullata.

#### Slalom speciale
La gara, originariamente in programma il 25 marzo a Storklinten, è stata annullata.

#### Combinata
La gara, originariamente in programma l'8 febbraio a Åre, è stata annullata.

#### Slalom parallelo
La gara, originariamente in programma il 26 marzo a Storklinten, è stata annullata.